# Гура Юрій Сергійович
Ю́рій Сергі́йович Гу́ра (нар. 6 лютого 1989 — 30 листопада 2015) — сержант Збройних сил України, учасник російсько-української війни.

## Життєпис
Народився 1989 року в селі Кам'янка Новопсковського району. Проживав у місті Дніпропетровськ.
У часі війни — сержант 502-го окремого батальйону радіоелектронної боротьби, командир відділення.
30 листопада 2015 року приблизно о 10.30 під час повернення з бойового завдання мобільна група батальйону поблизу села Новоселівка Волноваського району на автомобілі «ГАЗ-66» потрапила на мінне поле та підірвалась на протитанковій міні. Внаслідок підриву Юрій зазнав поранення, помер в лікарні міста Волноваха (згідно інших даних, загинув 1 грудня 2015 року під час виконання бойового завдання в зоні проведення бойових дій).
Похований в селі Кам'янка Новопсковського району.

## Нагороди та вшанування
За особисту мужність, сумлінне та бездоганне служіння Українському народові, зразкове виконання військового обов'язку відзначений — нагороджений
- орденом «За мужність» ІІІ ступеня (16.1.2016, посмертно)[1]